# Se, Jesus är ett tröstrikt namn
Se, Jesus är ett tröstrikt namn eller Si, Jesus... är ursprungligen en tysk nyårsbön om Jesu namn av Basilius Förtsch från 1609. Originaltiteln är "Jesus ist gar ein süsser Nam" med inspiration från Augustinus av Hippos gyllene latinska ord "Nomen JEsus mel in Ore, melos in aure, jubilus in corde", som senare utvecklats till en lovpsalm.  Verserna 2-4 utgörs av bön och lovsång riktad till "Guds ende Son, o Jesus huld". Sista versen är en *-märkt "ståvers". Vers 3 anknyter starkt till Jesaja 6:3 och Uppenbarelseboken 4:8 i Bibeln.
Psalmen översattes till svenska av Håkan Magnusson Ausius 1641, bearbetades för 1695 års psalmbok av Jakob Boëthius 1694 och för 1819 års psalmbok av okänd person (Wallin?) strax före utgivningen i februari 1819. Till 1986 års psalmbok bearbetades texten ytterligare men endast helt lätt ("si" blev "se" och "ho sätter till ditt namn sin tröst" blev "den som till dig har satt sin tröst").
Psalmen inleds 1695 med orden:
Sij, JEsus är ett tröstrijkt Namn
Som länder oss til siälagagn
I det tyska originalet var anknytningen till nyårsdagen, då Jesus blev omskuren och fick sitt namn, ännu tydligare med upprepade lovprisningar av Jesu namn.
Melodin är från Strasbourg och daterad till 1545, samma melodi som sjungs till Gud, se i nåd till dessa två (1986 nr 82), fast då i en utjämnad variant.  I Herren Lever 1977 uppges att melodin, som är i G-dur, komponerats i Lyon 1547.
|  |
|  |

## Publicerad i
- 1695 års psalmbok som nr 143 under rubriken "Om Jesu Namn och Välgierningar".
- 1819 års psalmbok som nr 66 under rubriken "Jesu kärleksfulla uppenbarelse i mänskligheten: Jesu namn".
- Stockholms söndagsskolförenings sångbok 1882 som nr 89 med verserna 1-4, under rubriken "Psalmer".
- Hjärtesånger 1895 som nr 49 under rubriken "Jesu namn".
- Svensk söndagsskolsångbok 1908 som nr 35 under rubriken "Jesu namn och person"
- Lilla Psalmisten 1909 som nr 123 under rubriken "Bönesånger".
- Svenska Missionsförbundets sångbok 1920 som nr 100 under rubriken "Jesu namn".
- Sionstoner 1935 som nr 112 under rubriken "Frälsningens grund i Guds kärlek och förverkligande genom Kristus".
- 1937 års psalmbok som nr 66 under rubriken "Nyårsdagen".
- Förbundstoner 1957 som nr 56 under rubriken "Guds uppenbarelse i Kristus: Jesu namn".
- Psalmer för bruk vid krigsmakten 1961 med verserna 1-4.
- Herren Lever 1977 som nr 824 under rubriken "Jesus vår Herre och Broder".
- Cecilia 1986, 1986 års psalmbok, Frälsningsarméns sångbok 1990, Psalmer och Sånger samt i Segertoner 1988 som nr 42 under rubriken "Jesus, vår Herre och broder".
- Finlandssvenska psalmboken 1986 som nr 257 under rubriken "Guds nåd i Kristus".
- Lova Herren 1988 som nr 30 (text i liknande version), under rubriken "Jesu Kristi namn".
- Cecilia 2013 som nr 52 under rubriken "Jesus Kristus".
- Lova Herren 2020 som nr 47 (text i liknande version), under rubriken "Guds Son, Jesus vår Frälsare".

## Övrigt
Psalmen förekommer i instrumental version i filmen Körkarlen (1958).